# José María Echeverría y Urruzola
José María Echeverría y Urruzola (Lasarte, 1 de febrero de 1855-San Sebastián, 1946) fue un compositor y pianista español.

## Biografía
Natural de la localidad guipuzcoana de Lasarte, donde nació en 1855, fue matriculado en 1866 como alumno de la clase de piano de la Escuela Nacional de Música, en cuyos concursos públicos efectuados en junio de 1873 obtuvo el primer premio. Tuvo como profesor a Manuel Mendizábal de Sagastume. Escribió textos para la revista Euskal-Erria y, junto con José María Iparraguirre, Bilintx y Juan Guimón, varios cuadernos intitulados Ecos de Vasconia. Habría fallecido en San Sebastián en 1946.